# San Ramón (Junín)
San Ramón ist die drittgrößte Stadt der Provinz Chanchamayo in der Region Junín, in der peruanischen Zentralkordillere in Zentral-Peru. Sie hatte beim Zensus 2017 eine Bevölkerung von 20.033 Einwohnern. 10 Jahre zuvor lag die Einwohnerzahl bei 19.041.
Die Stadt wurde nach dem Patron ihrer Pfarrkirche (der heutigen Kathedrale), dem hl. Raimund Nonnatus (spanisch San Ramón Nonato), benannt.

## Ortslage
Die Stadt liegt in einer Höhe von 770 m über dem Meeresspiegel am Zusammenfluss von Río Tarma und Río Tulumayo, die sich bei San Ramón zum Río Chanchamayo vereinigen. Westlich der Stadt liegt u. a. der Gipfel des Cerro Toro Huajrashga. Die flussabwärts nächstgelegene Stadt ist die Provinzhauptstadt La Merced in knapp 10 Kilometer Entfernung.

## Apostolisches Vikariat San Ramón
San Ramón ist seit 1956 Sitz des Apostolischen Vikariates San Ramón.